# BPR Global GT Series
BPR Global GT Series, eller BPR, var ett internationellt sportvagnsmästerskap för GT-vagnar som hölls mellan 1994 och 1996. Det efterträddes sedan av FIA GT.

## Historik
Sedan sportvagns-VM kollapsat efter säsongen 1992 försvann internationella tävlingar med sportvagnsprototyper. Istället fortsatte sportvagnsracingen med GT-vagnar i nationella mästerskap och enhetsserier för enskilda bilmärken.
1994 startade Jürgen Barth från tyska Porsche tillsammans med Patrick Peter och Stéphane Ratel från franska Venturi (B, P och R i BPR) en GT-serie med internationellt deltagande. Huvuddelen av loppen kördes i Europa, med enskilda tävlingar i Japan och Kina. Från 1995 korades mästerskapsvinnare bland förare och stall. Bilarna delades in i två klasser: stora GT1 med bilar som McLaren F1, Ferrari F40 och Jaguar XJ220, samt GT2 med mindre bilar som Porsche 911 GT2 och De Tomaso Pantera.
Det stora intresset från biltillverkarna gjorde att Internationella bilsportförbundet (FIA) tog över och till 1997 döptes serien om till FIA GT Championship.

## Mästare
|      | Förare                           | Stall                             |
| ---- | -------------------------------- | --------------------------------- |
| 1994 | Inga mästerskapstitlar utdelade. | Inga mästerskapstitlar utdelade.  |
| 1995 | Thomas Bscher John Nielsen       | David Price Racing McLaren F1 GTR |
| 1996 | Ray Bellm James Weaver           | GTC Competition McLaren F1 GTR    |